# Steenpoort (Zwolle)
De Steenpoort is een voormalige stadspoort in de stadsmuur van Zwolle, gelegen ter hoogte van de Steenstraat.
De in 1488 gebouwde poort is aan Sint-Joris gewijd en had in oorlogstijd een bezetting van tien man. In 1846 werd de poort grotendeels afgebroken. Heden ten dage is een gedeelte gerestaureerd.

## Media

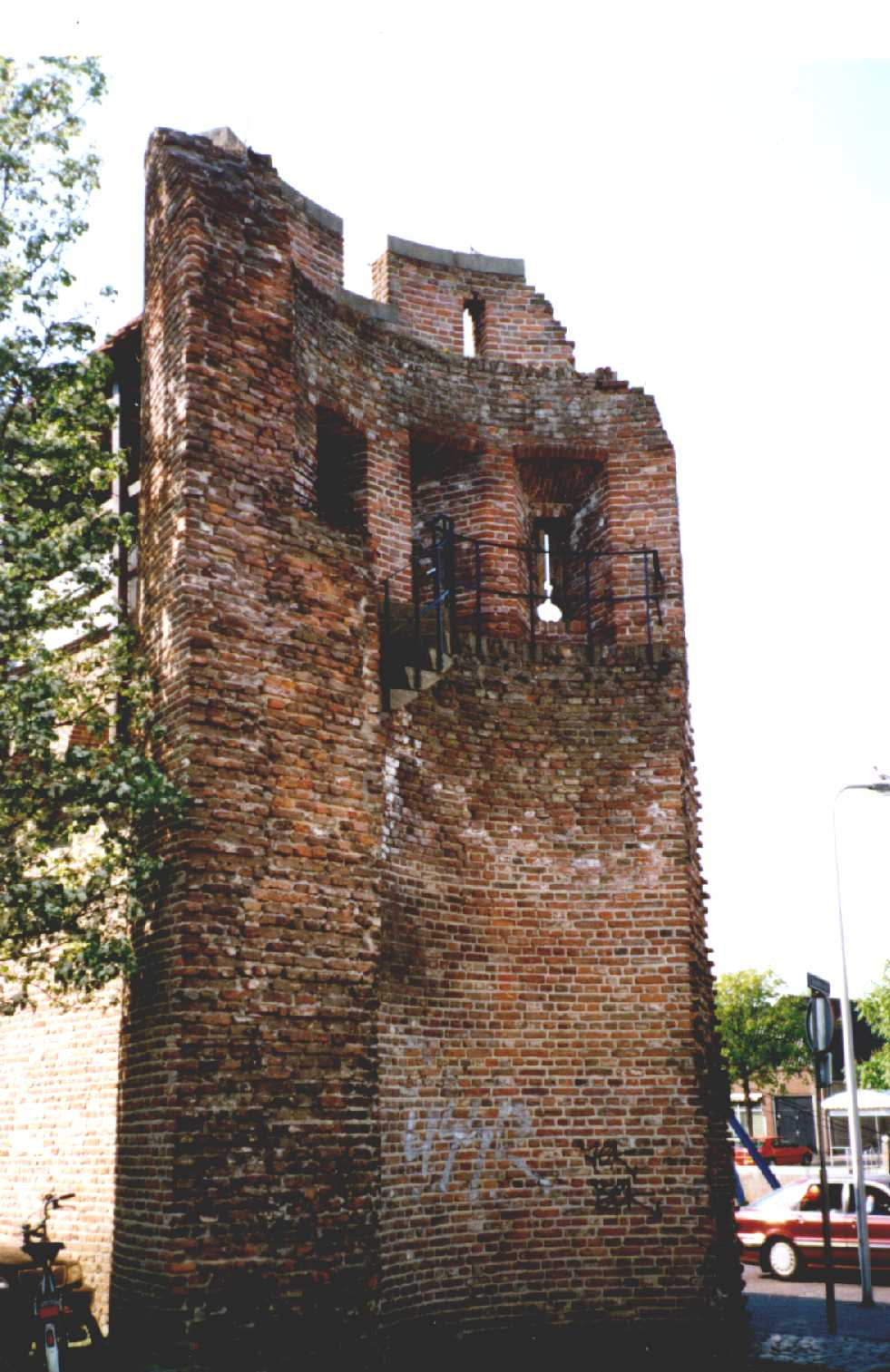
Restanten van de Steenpoort (2003)
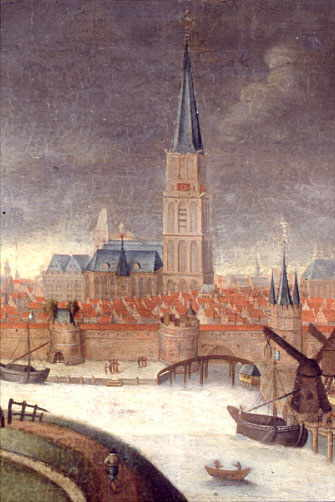
Links de Steenpoort (1600)